# Mérope (Voltaire)
Pour les articles homonymes, voir Mérope.
Mérope (ou La Mérope française) est une tragédie en vers et cinq actes de Voltaire représentée pour la première fois à la Comédie-Française le 20 février 1743.
Comme Voltaire l'explique dans la « Lettre du père de Tournemine au père Brumoy » puis dans la « Lettre à M. le marquis Scipion Maffei, auteur de la Mérope italienne », publiées en tête de sa pièce, Euripide était l'auteur d'une tragédie intitulée Cresphonte, aujourd'hui perdue, qui était considérée à Athènes comme un de ses chefs-d'œuvre, notamment pour la scène de reconnaissance entre Mérope et son fils Égisthe. La restitution de ce chef-d'œuvre perdu fut tentée dès la Renaissance, et Voltaire énonce la longue liste de ces tentatives, toutes manquées à son sens jusqu'à celle de Scipione Maffei : les auteurs modernes n'avaient pas compris ce qui avait fait la simplicité sublime de cette pièce, dans laquelle le seul amour qui soit présent est l'amour maternel.
Voltaire chercha d'abord à traduire l’œuvre du dramaturge italien, dont il avait fait la connaissance à Paris en 1733. Mais il traita finalement le sujet d’une manière toute personnelle. L’« ingénuité » de Mérope, que Maffei a su le premier rendre en italien, cette simplicité et ce naturel qui en font le prix, ne s'accordent pas au goût français : « Paris et le parterre français exigent un autre genre de simplicité ». 
Pour Voltaire, le tyran de Messène, Polyphonte, loin d’être amoureux de la reine déchue, Mérope, ne voit dans le mariage qu’un moyen de consacrer son usurpation. Il faut d'autre part respecter les règles de bienséance : il supprime donc la scène où Mérope, sans savoir qu'il s'agit de son fils, exige qu’on ligote Égisthe et se jette sur lui, une hache à la main.

## Personnages
- Mérope, veuve de Cresphonte, roi de Messène.
- Égisthe, fils de Mérope.
- Polyphonte, tyran de Messène.
- Narbas, vieillard.
- Euryclès, favori de Mérope.
- Érox, favori de Polyphonte.
- Isménie, confidente de Mérope.

La scène est à Messène, dans le palais de Mérope.

## L'intrigue
Acte I
Le roi légitime de Messène, Cresphonte, a été assassiné, la cité a été plongée pendant quinze ans dans la guerre civile. Au moment où commence la pièce, deux prétendants au trône sont en lice, Mérope, la veuve de Cresphonte, et Polyphonte, qui est censé avoir combattu pour elle. Mérope ne veut pas la couronne pour elle, mais pour son fils Égisthe, caché en exil sous la protection du vieillard Narbas. Quant à Polyphonte, craignant de n'avoir pas la légitimité nécessaire pour gouverner, il propose à Mérope de l'épouser.
Cependant, Égisthe que tout le monde recherche ne paraît point. Mérope l'a fait chercher pour qu'il revendique la couronne ; Polyphonte a donné ordre de l'assassiner avec Narbas s'ils se présentent aux frontières de la cité. Égisthe est un Alcide, un descendant d'Hercule et donc de Jupiter : sa légitimité indiscutable au trône en fait l'enjeu central de l'intrigue. 
Acte II
Un inconnu est déféré devant la reine, il a tué un jeune homme : Mérope frémit, croit reconnaître d'abord en lui les traits de Cresphonte. Mais les noms d'Égisthe et de Narbas lui sont inconnus. Les événements se précipitent : Polyphonte est acclamé roi par le peuple, l'inconnu est accusé du meurtre d'Égisthe, Érox vient le réclamer à Mérope pour Polyphonte. Mais la reine veut seule se charger de venger la mort de son fils… 
Acte III

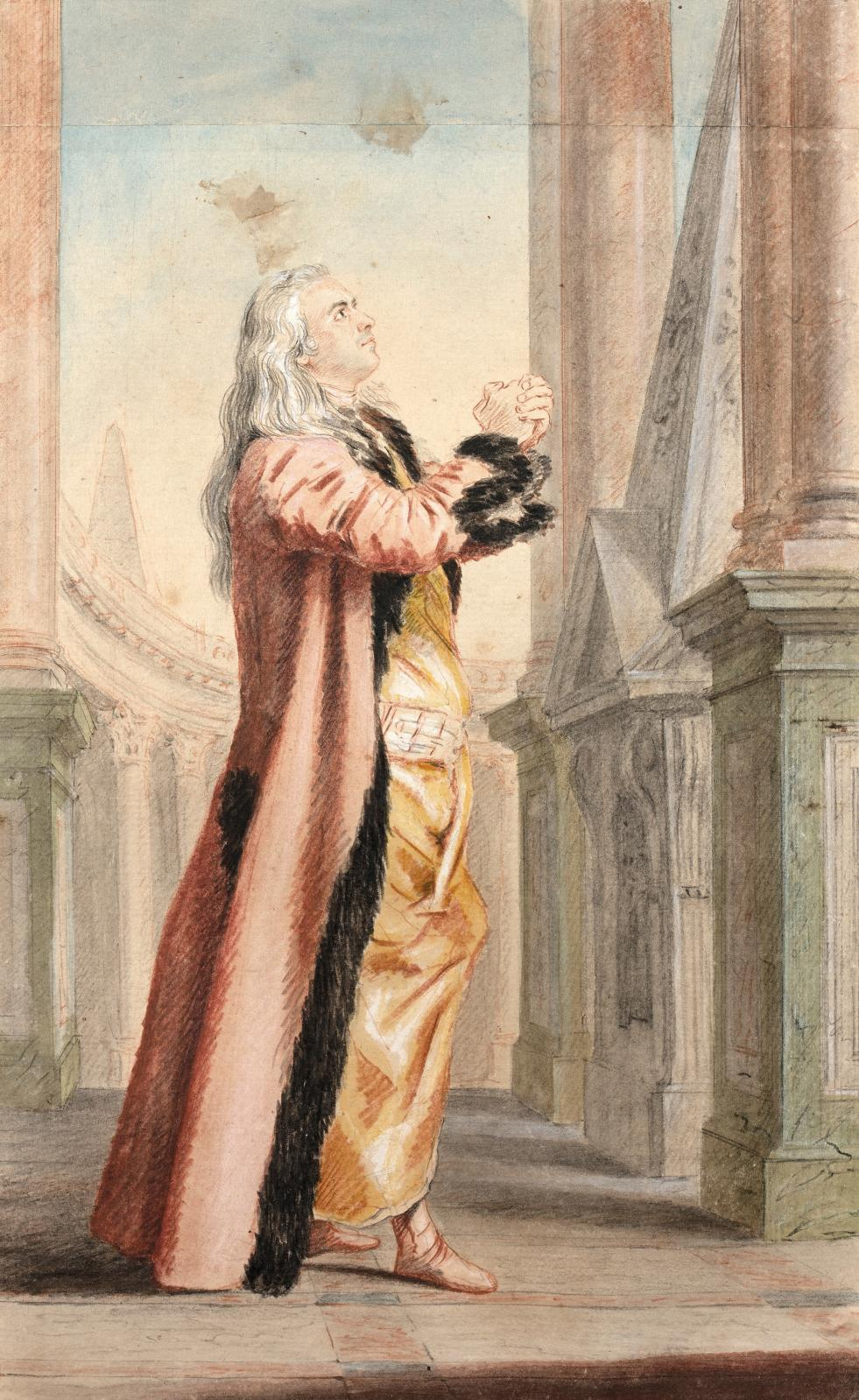
Carmontelle, Jean-Baptiste Brizard jouant Narbas dans Mérope de Voltaire à la Comédie-Française en 1765 (Acte III, scène 2) : Ô mon maître! ô cendres que j'adore!

Narbas, sans se nommer, demande à Isménie de voir Mérope. Mais celle-ci est toute occupée à sa vengeance : on fait comparaître devant elle le présumé assassin de son fils, enchaîné. Au moment où la reine s'apprêtait à le traîner au tombeau de Cresphonte, Narbas l'arrête, révèle que l'inconnu est Égisthe. Polyphonte le réclame pour l'interroger. Narbas apprend alors à Mérope que Polyphonte est le meurtrier de Cresphonte. Polyphonte paraît, réclame à nouveau sa main, l'informe que celui qu'il dit être l'assassin de son fils lui a été remis pour être exécuté. Mérope peine à dissimuler devant lui, supplie qu'on lui rende le prétendu coupable. 
Acte IV

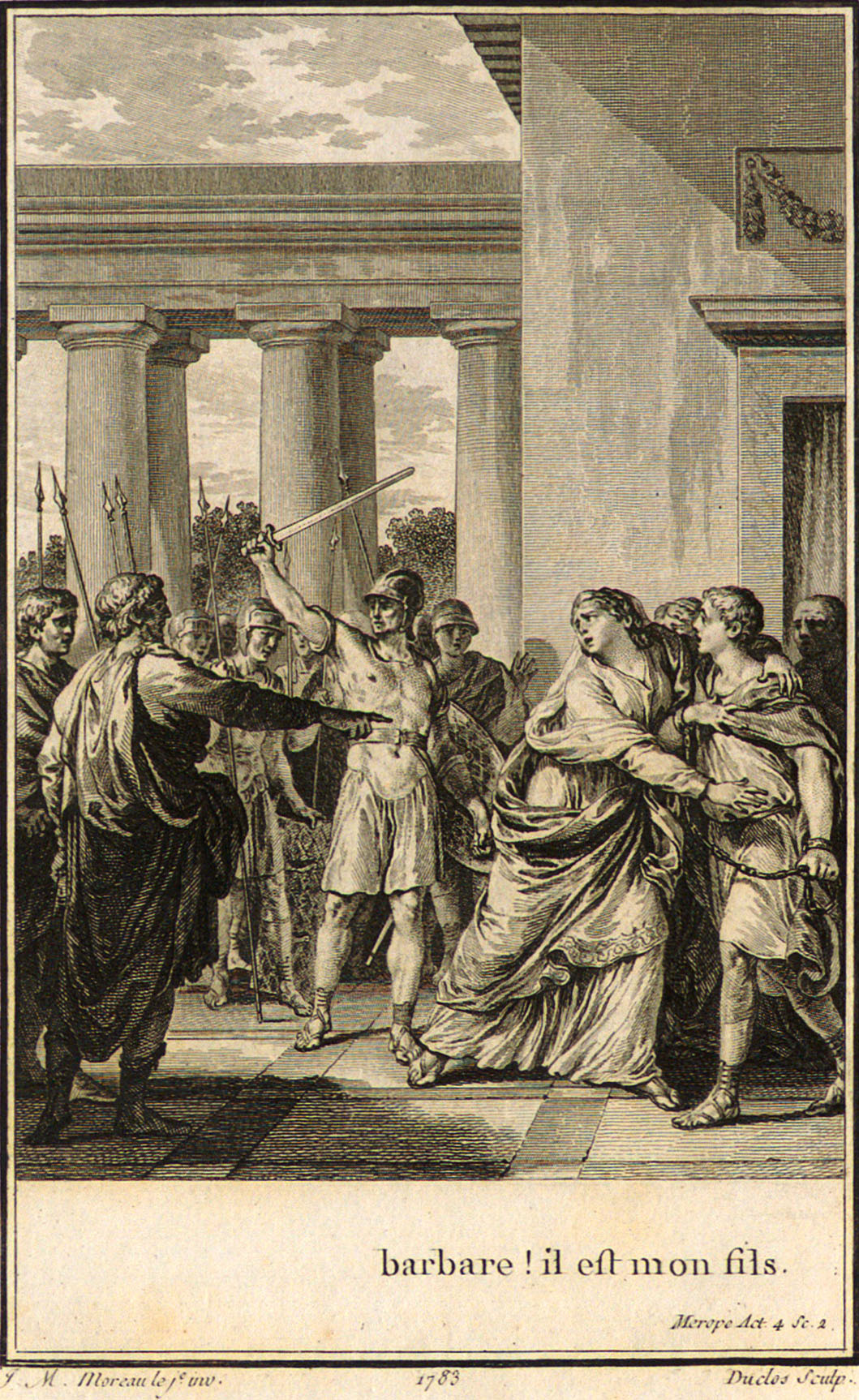
« Barbare, il est mon fils ! », illustration de Moreau le jeune pour la Mérope de Voltaire, 1783

Égisthe comparaît devant Polyphonte et Mérope, qui se disputent la prérogative de le juger. Mais Mérope ne parvient pas à dissimuler et s'interpose en mère entre Égisthe et les soldats. Polyphonte place alors Mérope devant un ultimatum: soit elle l'épouse, et sauve ainsi son fils, soit elle sera exécutée avec lui. Tout se décidera au temple, qui doit célébrer l'hymen. 
Acte V
 

Polyphonte répète à Égisthe son ultimatum, celui-ci répond fièrement. Isménie revient quelque temps plus tard du temple et raconte comment Égisthe a tué le tyran qui s'apprêtait à forcer Mérope à l'épouser. Mérope le fait reconnaître pour son fils, qui conclut la pièce : 
« Allons monter au trône, en y plaçant ma mère ;
Et vous, mon cher Narbas, soyez toujours mon père. »